# The Life and Crimes of Alice Cooper
| Recensione                | Giudizio |
| ------------------------- | -------- |
| Rolling Stone Album Guide | [ 1 ]    |

The Life and Crimes of Alice Cooper è un album raccolta di Alice Cooper, pubblicato il 20 aprile 1999 per l'Etichetta discografica Rhino Records.

## Tracce

### CD 1
1. Don't Blow Your Mind (Dunaway, Furnier) 2:36 (Spider Cover)
2. Hitch Hike (Gaye, Paul, Stevenson) 2:01 (Spider Cover)
3. Why Don't You Love Me (Gornall, Little, McDermott, Trimnell) 1:57 (Spider Cover)
4. Lay Down and Die, Goodbye [Original Version] (Bruce, Buxton, Dunaway, Furnier, Speer) 2:07 (The Nazz Cover)
5. Nobody Likes Me [versione demo] (Bruce, Buxton, Cooper, Dunaway, Smith) 3:23
6. Levity Ball (Bruce, Buxton, Cooper, Dunaway, Smith) 4:45
7. Reflected (Bruce, Buxton, Cooper, Dunaway, Smith) 3:14
8. Mr. and Misdemeanor (Bruce, Buxton, Cooper, Dunaway, Smith) 3:00
9. Refrigerator Heaven (Bruce, Buxton, Cooper, Dunaway, Smith) 1:54
10. Caught in a Dream [Single Version] (Bruce) 2:55
11. I'm Eighteen (Bruce, Buxton, Cooper, Dunaway, Smith) 2:58
12. Is It My Body? (Bruce, Buxton, Cooper, Dunaway, Smith) 2:39
13. Ballad of Dwight Fry (Bruce, Cooper) 6:34
14. Under My Wheels (Bruce, Dunaway, Ezrin) 2:47
15. Be My Lover (Bruce) 3:21
16. Desperado (Bruce, Cooper) 3:29
17. Dead Babies (Bruce, Buxton, Cooper, Dunaway, Smith) 5:42
18. Killer (Bruce, Dunaway) 7:05
19. Call It Evil [versione demo] (Bruce, Buxton, Cooper, Dunaway, Smith) 3:28
20. Gutter Cats Vs. The Jets (Bernstein, Buxton, Dunaway, Sondheim) 4:39
21. School's Out [Single Version] (Bruce, Buxton, Cooper, Dunaway, Smith) 3:31

### CD 2
1. Hello, Hooray (Kempf) 4:15
2. Elected [Single Version] (Bruce, Buxton, Cooper, Dunaway, Smith) 3:43
3. Billion Dollar Babies (Bruce, Cooper, Smith) 3:39
4. No More Mr. Nice Guy (Bruce, Cooper) 3:07
5. I Love the Dead (Cooper, Ezrin) 5:07
6. Slick Black Limousine (Cooper, Dunaway) 4:27
7. Respect for the Sleepers [versione demo] (Bruce, Cooper) 3:48
8. Muscle of Love (Bruce, Cooper) 3:45
9. Teenage Lament '74 (Cooper, Smith) 3:52
10. Working Up a Sweat (Bruce, Cooper) 3:31
11. The Man With the Golden Gun (Bruce, Buxton, Cooper, Dunaway, Smith) 4:09
12. I'm Flash (Hammond, Pierce, Pierce) 3:11
13. Space Pirates (Hammond, Pierce) 3:13
14. Welcome to My Nightmare [Single Version] (Cooper, Wagner) 2:47
15. Only Women Bleed [Single Version] (Cooper, Wagner) 3:30
16. Cold Ethyl (Cooper, Ezrin) 2:54
17. Department of Youth (Cooper, Ezrin, Wagner) 3:17
18. Escape (Anthony, Cooper, Fowley) 3:14
19. I Never Cry (Cooper, Wagner) 3:43
20. Go to Hell (Cooper, Ezrin, Wagner) 5:12

### CD 3
1. It's Hot Tonight (Cooper, Ezrin, Wagner) 3:21
2. You and Me [Single Version] (Cooper, Wagner) 3:25
3. I Miss You (Bruce, Marconi, Smith) 3:31
4. No Time for Tears (McCoy) 2:59
5. Because (Lennon, McCartney) 2:45 (Beatles Cover)
6. From the Inside [Single Version] (Cooper, Foster, Taupin, Wagner) 3:30
7. How You Gonna See Me Now (Cooper, Taupin, Wagner) 3:53
8. Serious (Cooper, Foster, Lukather, Taupin) 2:41
9. No Tricks (Cooper, Taupin, Wagner) 4:15
10. Road Rats (Cooper, Wagner) 2:43
11. Clones (We're All) (Carron) 2:51
12. Pain (Cooper, Johnstone, Mandel) 4:10
13. Who Do You Think We Are [Single Version] (Cooper, Hitchings) 3:05
14. Look at You over There, Ripping the Sawdust from My Teddybear [versione demo] (Leff, Snell) 3:18
15. For Britain Only (Cooper, Nitzinger, Pinera, Scott, Uvena) 3:02
16. I Am the Future [Single Version] (Gary Osborne, Schifrin) 3:45
17. Tag, You're It (Cooper, Nitzinger, Scott) 2:52
18. Former Lee Warmer (Cooper, Ezrin, Wagner) 4:07
19. I Love America (Cooper, Ezrin, Shaw, Wagner) 3:47
20. Identity Crisises (Cooper) 2:50
21. See Me in the Mirror (Cooper) 3:12
22. Hard Rock Summer (Cooper, Roberts)	2:31

### CD 4
1. He's Back (The Man Behind the Mask) [versione demo] (Cooper, Kelly, Roberts) 3:20
2. He's Back (The Man Behind the Mask) (Cooper, Kelly, Roberts) 3:44
3. Teenage Frankenstein (Cooper, Roberts) 3:32
4. Freedom (Cooper, Roberts) 4:04
5. Prince of Darkness (Cooper, Roberts) 5:09
6. Under My Wheels (Bruce, Dunaway, Ezrin) 3:10
7. I Got a Line on You (California) 2:59
8. Poison (Child, Cooper, McCurry) 4:27
9. Trash (Child, Cooper, Frazier, Sever) 3:58
10. Only My Heart Talkin' (Cooper, Goldmark, Roberts) 4:44
11. Hey Stoopid [Single Version] (Cooper, Pepe, Pfeifer, Ponti) 4:15
12. Feed My Frankenstein (Coler, Cooper, Richardson, Zodiac Mindwarp) 4:42
13. Fire (Hendrix) 3:00 (Jimi Hendrix Cover)
14. Lost in America (Cooper, Wexler) 3:54
15. It's Me (Blades, Cooper, Shaw) 4:40
16. Hands of Death (Burn Baby Burn)(Clouser, Zombie) 3:53
17. Is Anyone Home? [live] (Cooper, Wexler) 4:10
18. Stolen Prayer (Cooper, Cornell) 5:35

## Formazione
- Alice Cooper - voce
- Rob Zombie - voce, chitarra, basso
- Chris Cornell - voce
- Axl Rose - voce
- Betty Wright - voce
- Justin Hayward - chitarra acustica
- Michael Bruce - chitarra, tastiere, cori
- Joe Satriani - chitarra, cori
- Dick Wagner - chitarra, cori
- Reggie Vincent - chitarra, cori
- Rick Derringer - chitarra
- Steve Vai - chitarra
- Slash - chitarra
- Izzy Stradlin - chitarra
- Steve Hunter - chitarra
- Mick Mashbir - chitarra
- Rick Nielsen - chitarra
- Glen Buxton - chitarra
- Bob Ezrin - tastiere
- Dennis Dunaway - basso, cori
- Nikki Sixx - basso
- John Entwistle - basso
- Neal Smith - batteria, cori
- Bill Bruford - batteria
- Sarah Dash - cori
- Nona Hendryx - cori
- Todd Rundgren - cori
- The Bee Gees - cori
- Ozzy Osbourne - cori
- Liza Minnelli - cori
- Steven Tyler - cori
- The Pointer Sisters - cori
- Flo and Eddie - cori
- Ronnie Spector - cori